# Cuevas del Águila
Las cuevas del Águila están situadas en Ramacastañas, a 9 km de Arenas de San Pedro, en el valle del Tiétar, al sur de la provincia de Ávila, comunidad autónoma de Castilla y León, España bajo el cerro de Romperropas en la Sierra del Águila.

## Descubrimiento
Su descubrimiento se produjo en la tarde del 24 de diciembre de 1963, por cinco chavales que merodeaban cazando por la zona, al observar que de un agujero salía vaho. El vaho se producía por la diferencia de temperatura existente en el interior, unos 20 °C y el exterior, mucho más frío.
Los chicos, ayudados de cuerdas y linternas se adentraron por lo que parecía una gatera de no más de 60 cm de ancho. Durante un buen rato, recorrieron unos 50 o 60 metros agachados hasta llegar a la gran sala principal. Después estuvieron perdidos por su interior casi cinco horas, hasta que lograron encontrar de nuevo la salida.
Tras muchos duros trabajos de acondicionamiento, se abrió al público el 18 de julio de 1964. Es transitable prácticamente en su totalidad, estando muy bien acondicionada y señalizada, y no entraña ningún peligro su recorrido.

## Morfología
El aspecto actual se data en unos 12 millones de años, con formaciones espectaculares en su gran sala de unos 10.000 m², entre ellas numerosas "excéntricas", coladas, estalactitas y cortinas colgantes de múltiples formas, algunas tubulares y estalagmitas constituidas gota a gota desde el suelo.
En algún momento hace miles de años, el suelo cedió unos centímetros, lo que ocasionó la rotura de numerosas columnas, muchas de las cuales presentan un separación plana entre los dos trozos a media altura.

## Propiedad
La propiedad del terreno donde se encontraron dio lugar a una demanda judicial por la que se dictó sentencia favorable a Eusebia Galán Jara como propietaria del 20 por ciento de la rentabilidad de las mismas desde el día en que entraron en explotación, según se desprende de una sentencia del Tribunal Supremo.
Hoy, las Cuevas del Águila, son propiedad de una sociedad de los herederos de Dolores Muñoz.

## Temperatura interior
La temperatura en el interior es constante durante todo el año, teniendo una media de 17 grados.

## Horario de apertura
Las grutas están abiertas al público todos los días del año, desde el 18 de julio de 1964 con un recorrido de unos 1000 metros que dura unos 30 minutos en grupos acompañados. Son de propiedad privada y la entrada cuesta 11 €, menores de 5 años gratis. el horario es de 10:30 a 13:00 y de 15:00 a 19:00 en verano y a 18:00 en invierno.